# 소우이도항
소우이도항(小牛耳島港)은 전라남도 신안군 도초면 우이도리에 있는 어항이다. 1972년 3월 7일 지방어항으로 지정하여 관리하고 있다. 시설관리자는 신안군수이다.

## 어항 연혁
- 소우이도는 본섬인 도초면과 10km 떨어진 낙도로서 섬의 경치가 아름답고 모래사구 등으로 유명한 곳으로 국립공원지역에 포함되어 있다.

## 어항 구역
- 수역: 방파제 시점에서 50M 떨어진 지점에서 그은 410M 지점내의 원내 수역

## 어항 시설
- 선착장 60m, 물양장 70m

## 주요 어종
- 민어, 병어, 농어, 새우